# John Horgan (Politiker, 1959)

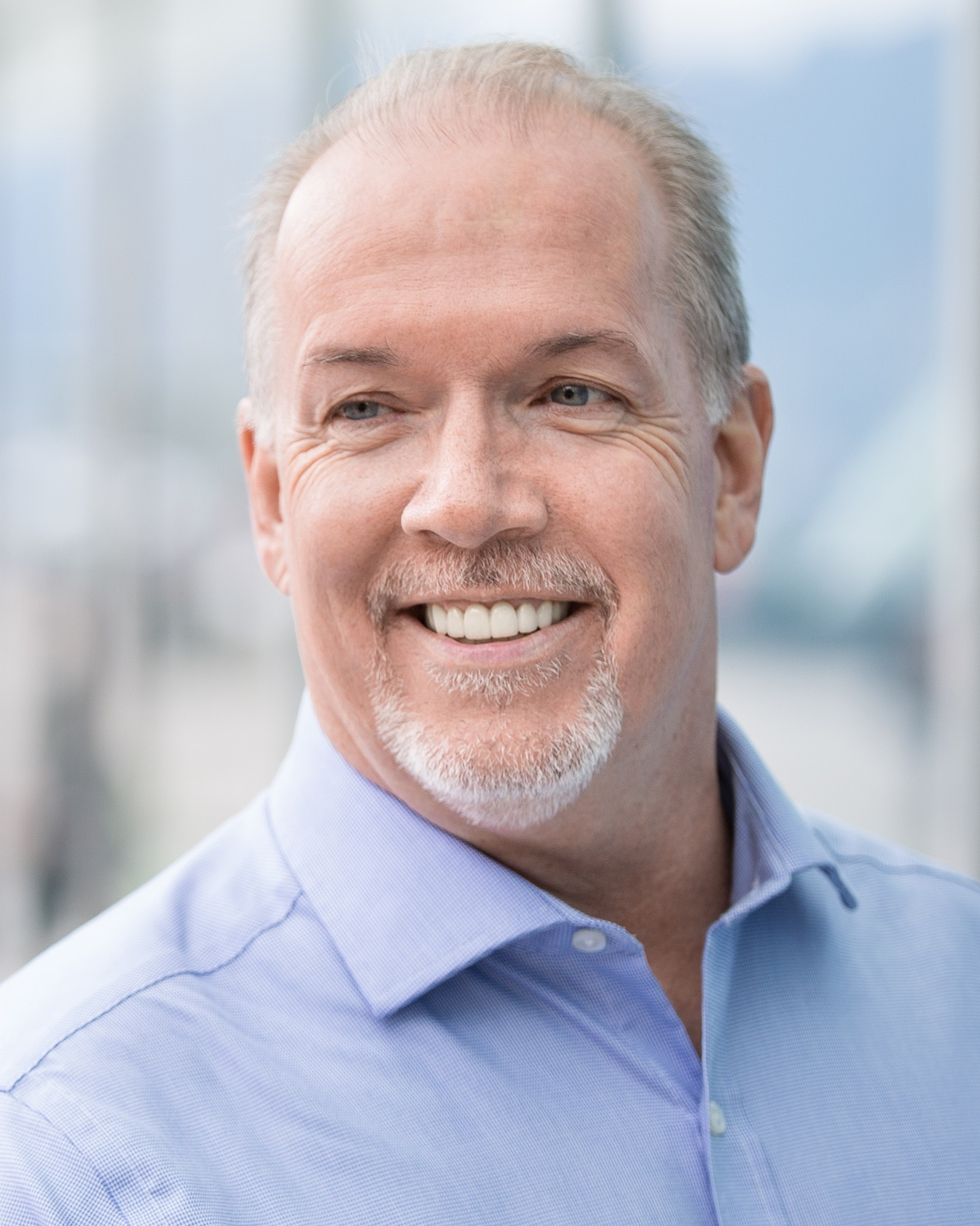
John Horgan (2015)

John Joseph Horgan (* 7. August 1959 in Victoria, British Columbia; † 12. November 2024) war ein kanadischer Politiker, der von 2017 bis 2022 Premierminister von British Columbia war. Er war Mitglied und Vorsitzender der British Columbia New Democratic Party (BC NDP). Seit 2023 war er Botschafter Kanadas in Deutschland.

## Laufbahn
John Horgan war der Sohn von Alice May (Clutterbuck) und Pat Horgan. Horgan lernte seine Frau Ellie Horgan 1979 während seines Studiums an der Trent University in Peterborough, Ontario  kennen. Sie hatten zwei gemeinsame Söhne. 1983 erwarb Horgan einen Bachelor of Arts an der Trent University. 1986 erhielt er einen Master of Arts in Geschichte an der Universität Sydney. 2005 wurde Horgan für die BC NDP in die Legislativversammlung von British Columbia gewählt und wurde 2014 Parteivorsitzender und Oppositionsführer in British Columbia.
Bei den Provinzwahlen 2017, die am 9. Mai 2017 stattfanden, kam die liberale Regierung von Premierministerin Christy Clark nur noch auf 43 Sitze und verpasste damit die Mehrheit um einen Sitz. Am 29. Mai 2017 wurde bekannt gegeben, dass die BC NDP und die Green Party of British Columbia eine Vertrauens- und Versorgungsvereinbarung getroffen hatten, in der die Green Party eine BC NDP-Minderheitsregierung für vier Jahre unterstützen würde, womit Horgan Premierminister wurde. Er wurde 2020 mit einer absoluten Mehrheit an Sitzen wiedergewählt.
Horgan musste sich 2021 mehreren Behandlungen gegen Kehlkopfkrebs unterziehen. Im Sommer 2022 gab er bekannt, von seinem Posten als Premierminister zurücktreten zu wollen, und bat seine Partei, einen neuen Premier zu nominieren. Am 18. November übergab Horgan das Amt an David Eby.
Am 8. Dezember 2023 wurde er als Nachfolger von Stéphane Dion als Botschafter Kanadas in Deutschland akkreditiert.
Er verstarb am 12. November 2024 im Alter von 65 Jahren an den Folgen von Schilddrüsenkrebs.